# Hassan Yacoub
Pour les articles homonymes, voir Yacoub.
Hassan Yacoub, né en 1968, est un homme politique libanais.

## Biographie
Fils du Cheikh Mohammad Yacoub, l'un des deux collaborateurs de l'Imam Moussa Sader qui ont été enlevés avec lui en 1978, il apparaît sur la scène politique libanaise en 2005, quand il se présente aux élections législatives sur la liste d'alliance entre le Bloc populaire d'Elias Skaff et le Courant patriotique libre de Michel Aoun à Zahlé.
Il est élu député chiite de sa circonscription et devient membre du Bloc de la réforme et du changement.